# Joedison Teixeira
Joedison Teixeira de Jesus, mais conhecido por "Chocolate", é um pugilista brasileiro.
Em 2012, representou o Brasil no Campeonato Mundial Juvenil 2012, disputado em Erevan, Armênia.
Em 2013, fez história ao ser o primeiro medalhista de ouro do Brasil na história do World Combat Games.
Em 2015, participou dos Jogos Pan-Americanos de 2015, em Toronto, Canadá, na categoria de 64 kg do boxe e trouxe com ele uma medalha de bronze para o Brasil.

## Principais competições e conquistas
- OURO - Tri-Campeão Brasileiro Juvenil - 2011 e 2012
- OURO - Tri-Campeão Brasileiro - 2011, 2013 e 2014
- OURO - Campeonato Pan-Americano Juvenil 2012 - Guayaquil, ECU
- OURO - Jogos Mundiais de Combate 2013 - São Petersburgo, Rússia
- OURO - Festival Olímpico Pan-Americano 2014- Cidade do México, MEX
- BRONZE - Jogos Pan-Americanos de Toronto, CAN - 2015